# Diego Cervantes
Diego Alberto Cervantes Chavez (Città del Messico, 30 agosto 1984) è un ex calciatore messicano, di ruolo centrocampista.